# MTV Europe Music Awards 2015
MTV EMAs 2015 — церемонія нагородження MTV Europe Music Awards, що відбулася у Mediolanum Forum у Ассаго, біля Мілана, Італія, 25 жовтня 2015. Це втретє церемонія нагородження відбувалася в Італії, вдруге подію приймало місто Ассаго, і вперше нагородження відбувалося в жовтні. Шоу відбувалося там же, де і MTV Europe Music Awards 1998. 30 вересня 2015 року було оголошено, що співак Ед Ширан буде ведучим разом із актрисою Рубі Роуз.
Джастін Бібер переміг у шести номінаціях, серед яких «Найкращий співак» та «Найкращий міжнародний виконавець».
Протягом середини 2015 року Мілан також приймав виставку Експо 2015, яка стала партнером цьогорічної церемонії.
Спільно з MTV Europe Music Awards, MTV Italia організував захід під назвою MTV Music Week, який проходив з 19 по 25 жовтня. Крім того, у ніч з 24 на 25 жовтня в Мілані на площі П'яцца-дель-Дуомо, Мілан відбувся два концерти, один з яких був пов'язаний зі MTV World Stage. В обидві ночі виступали міжнародні та італійські артисти, серед яких Еллі Голдінг, Марко Менгоні, Duran Duran, Мартін Гаррікс та Афроджек.

## Процес голосування
| Категорія                        | Метод голосування                                                       | Початок    | Завершення |
| -------------------------------- | ----------------------------------------------------------------------- | ---------- | ---------- |
| Найкращі фанати                  | Твіттер, Інстаграм та Vine Hashtag                                      | 15 вересня | 25 жовтня  |
| Найкращий міжнародний виконавець | Вебсайт/Додаток                                                         | 8 вересня  | 24 жовтня  |
| Найкраще відео                   | Музична редакторська група MTV — аудиторія не бере участь у голосуванні | н/д        | н/д        |
| Video Visionary Award            | Музична редакторська група MTV — аудиторія не бере участь у голосуванні | н/д        | н/д        |
| Всі інші                         | Вебсайт/Додаток                                                         | 15 вересня | 24 жовтня  |

## Виступи
| Виконавець                | Пісня                                                                                               |
| Пре-шоу                   | Пре-шоу                                                                                             |
| ------------------------- | --------------------------------------------------------------------------------------------------- |
| Fifth Harmony             | «Worth It»                                                                                          |
| Головне шоу               | |
| Macklemore & Ryan Lewis   | «Downtown»                                                                                          |
| Джейсон Деруло            | «Want to Want Me»                                                                                   |
| Еллі Голдінг              | «Love Me like You Do»                                                                               |
| Twenty One Pilots         | «́Tear in My Heart»                                                                                  |
| Rudimental Ед Ширан       | «Lay It All on Me»                                                                                  |
| Джастін Бібер             | «What Do You Mean?»                                                                                 |
| Джесс Глінн               | «My Love» «Hold My Hand» «Don't Be So Hard on Yourself»                                             |
| Джеймс Бей                | «Hold Back the River»                                                                               |
| Торі Келлі Андреа Бочеллі | «Should've Been Us» «No Scrubs» «Real Love» «Ready or Not» «Con te partiro» «Just Give Me a Reason» |
| Фаррелл Вільямс           | «Freedom»                                                                                           |

## Учасники шоу
- Шей Мітчелл та Ешлі Бенсон — оголошення номінації «Найкращий співак»
- Новак Джокович — оголошення номінації «Найкращий хіп-хоп виконавець»
- Гейлі Болдвін, Б'янка Балті та Тініє Темпах — оголошення номінації «Найкраще відео»
- Марк Ронсон — оголошення номінації «Найкращий концертний виконавець»
- Рубі Роуз — оголошення номінації Best North America Act
- Рубі Роуз — оголошення номінації Video Visionary Award
- Мартін Гаррікс та Charli XCX — оголошення номінації Best Collaboration
- Fifth Harmony — оголошення номінації «Найкращий образ»
- Лаура Вітмор[en] — оголошення номінації «Найкращі фанати»

## Номінації
Номінантів було оголошено 15 вересня 2015 року. Переможців виділено Жирним.

### Найкраща пісня
- Еллі Голдінг — «Love Me like You Do»
- Major Lazer та DJ Snake (за участі MØ) — «Lean On[en]»
- Марк Ронсон (за участі Бруно Марс) — «Uptown Funk[en]»
- Тейлор Свіфт (за участі Кендріка Ламара) — «Bad Blood»
- Wiz Khalifa (за участі Чарлі Пут) — «See You Again[en]»

### Найкраще відео
- Кендрік Ламар — «Alright[en]»
- Macklemore & Ryan Lewis[en] — «Downtown[en]»
- Sia — «Elastic Heart[en]»
- Фаррелл Вільямс — «Freedom[en]»
- Тейлор Свіфт (за участі Кендріка Ламара) — «Bad Blood»

### Найкраща співачка
- Еллі Голдінг
- Майлі Сайрус
- Нікі Мінаж
- Ріанна
- Тейлор Свіфт

### Найкращий співак
- Фаррелл Вільямс
- Каньє Вест
- Джастін Бібер
- Джейсон Деруло
- Ед Ширан

### Найкращий новий виконавець
- Торі Келлі
- Шон Мендес
- Джесс Глінн
- Джеймс Бей
- Echosmith

### Найкращий поп-виконавець
- 5 Seconds of Summer
- Аріана Ґранде
- Джастін Бібер
- One Direction
- Тейлор Свіфт

### Найкращий електронний проект
- Avicii
- Кельвін Гарріс
- Мартін Гаррікс
- Девід Гетта
- Major Lazer

### Найкращий рок-виконавець
- AC/DC
- Coldplay
- Foo Fighters
- Muse
- Royal Blood

### Найкращий альтернативний виконавець
- Fall Out Boy
- Florence and the Machine
- Лана Дель Рей
- Lorde
- Twenty One Pilots

### Найкращий хіп-хоп виконавець
- Каньє Вест
- Кендрік Ламар
- Нікі Мінаж
- Wiz Khalifa
- Дрейк

### Найкращий концертний виконавець
- Ед Ширан
- Тейлор Свіфт
- Кеті Перрі
- Foo Fighters
- Lady Gaga та Тоні Беннетт

### Найкращий виконавець проекту "Worldstage"[en]
- Афроджек
- Аліша Кіз
- B.o.B[en]
- Biffy Clyro
- Charli XCX
- Діззі Раскал[en]
- Ед Ширан
- Іггі Азалія
- Джейсон Деруло
- Джессі Вейр
- Kaiser Chiefs
- Слеш
- Tomorrowland
- YG[en]

### Найкращий Push-виконавець
- Джеймс Бей
- Джесс Глінн
- Echosmith
- Kwabs
- Наталі Ла Роуз[en]
- Royal Blood
- Шон Мендес
- Шамір[en]
- Торі Келлі
- Years & Years
- Зара Ларссон

### Найкращі фанати
- 5 Seconds of Summer
- Джастін Бібер
- Кеті Перрі
- One Direction
- Тейлор Свіфт

### Артист на злеті[en]
- Трой Сіван[8]
- Торі Келлі
- Тревіс Скотт
- Голзі
- Kygo

### Найкращий образ
- Джастін Бібер
- Нікі Мінаж
- Ріта Ора
- Тейлор Свіфт
- Macklemore & Ryan Lewis[en]

### Найкраща колаборація[en]
- Девід Гетта (за участі Нікі Мінаж, Бібі Рекса та Афроджека) — «Hey Mama[en]»
- Skrillex та Diplo (за участі Джастін Бібер) — «Where Are Ü Now»
- Марк Ронсон (за участі Бруно Марс) — «Uptown Funk[en]»
- Тейлор Свіфт (за участі Кендріка Ламара) — «Bad Blood»
- Wiz Khalifa (за участі Чарлі Пут) — «See You Again[en]»

### Video Visionary Award[en]
- Duran Duran

## Регіональні номінації

### Європа

#### Найкращий британський-ірландський виконавець[en]
- Little Mix
- Джесс Глінн
- One Direction
- Ед Ширан
- Years & Years

#### Найкращий данський виконавець[en]
- Ankerstjerne[en]
- Christopher[en]
- Djames Braun[en]
- Lukas Graham
- TopGunn[en]

#### Найкращий фінський виконавець[en]
- Антті Туіску[en]
- JVG[en]
- Kasmir[en]
- Мікал Габріель[en]
- Робін[en]

#### Найкращий норвезький виконавець[en]
- Astrid S[en]
- Donkeyboy[en]
- Kygo
- Madcon
- Сандра Лінг[en]

#### Найкращий шведський виконавець[en]
- Алессо[en]
- Avicii
- The Fooo Conspiracy
- Туве Лу
- Зара Ларссон

#### Найкращий німецький виконавець[en]
- Andreas Bourani
- Cro[en]
- Лена
- Revolverheld[en]
- Робін Шульц

#### Найкращий голландський виконавець[en]
- Dotan[en]
- Kensington[en]
- Мартін Гаррікс
- Наталі Ла Роуз[en]
- Олівер Гельденс[en]

#### Найкращий бельгійський виконавець[en]
- Dimitri Vegas & LIke Mike
- Lost Frequencies
- Netsky
- Oscar & The Wolf[en]
- Села Сью

#### Найкращий швейцарський виконавець[en]
- DJ Antoine
- Lo & Leduc[en]
- Штефані Гайнцманн[en]
- Кен "Stress" Канатан[en]
- 77 Bombay Street[en]

#### Найкращий французький виконавець[en]
- The Do[en]
- The Avener[en]
- Black M[en]
- Christine and the Queens
- Frero Delavega[en]

#### Найкращий італійський виконавець[en]
- Fedez[en]
- The Kolors[en]
- Марко Менгоні
- J-Ax[en]
- Тіціано Ферро

#### Найкращий іспанський виконавець[en]
- Алехандро Санс
- Leiva[en]
- Neuman
- Sweet California
- Rayden

#### Найкращий португальський виконавець[en]
- Agir
- Carlao
- Кароліна Деландес[en]
- D.A.M.A
- Річі Кемпбелл

#### Найкращий грецький виконавець[en]
- Stavento
- Rec
- Деспіна Ванді
- Йоргос Мазонакіс
- Йоргос Сабаніс

#### Найкращий польський виконавець[en]
- Марґарет
- Наталія Никель[en]
- Sarsa[en]
- Tabb & Sound'n'Grace
- Tede[en]

#### Найкращий російський виконавець
- IOWA
- Quest Pistols
- Serebro
- Іван Дорн
- MBAND

#### Найкращий румунський виконавець[en]
- Ден Бітман[en]
- Фелі
- Inna
- Randi
- Smiley[en]

#### Найкращий адріатичний виконавець[en]
- 2Cellos
- Даніель Каймакоський
- Hladno pivo
- Marcelo[en]
- Sassja

#### Найкращий ізраїльський виконавець[en]
- Cafe Shahor Hazak[en]
- Іден Бен Закен
- Eliad
- E-Z
- Guy & Yahel

### Африка та Індія

#### Найкращий африканський виконавець[en]
- Ємі Алад[en]
- AKA[en]
- Diamond Platnumz[en]
- Davido[en]
- DJ Arafat[en]

#### Найкращий індійський виконавець[en]
- Indus Creed[en]
- Моніка Догра[en]
- Пріянка Чопра
- The Ska Vengers
- Your Chin

### Азія

#### Найкращий японський виконавець[en]
- Babymetal
- Dempagumi.inc[en]
- Sandaime J Soul Brothers[en]
- One Ok Rock
- Sekai no Owari[en]

#### Найкращий корейський виконавець[en]
- B1A4[en]
- Bangtan Boys
- Got7
- GFriend
- VIXX

#### Найкращий виконавець Південно-Східної Азії[en]
- Файзаль Тагір[en]
- Джеймс Рейд[en]
- Надін Люстр
- Noah[en]
- Slot Machine[en]
- Son Tung M-TP[en]
- The Sam Willows[en]

#### Найкращий китайський і гонконзький виконавець
- Ган Ґенг[en]
- Джейн Чжан[en]
- Лео Ку[en]
- Тань Вейвей[en]
- Uniq[en]

#### Найкращий тайванський виконавець[en]
- Джей Чоу
- JJ Lin
- Джолін Цай
- Кенджі Ву[en]
- Ліхом Ван[en]

### Австралія та Нова Зеландія

#### Найкращий австралійський виконавець[en]
- Гай Себастіан
- Peking Duk[en]
- Sia
- Vance Joy
- 5 Seconds of Summer

#### Найкращий новозеландський виконавець[en]
- Avalanche City[en]
- Джин Вігмор
- Savage[en]
- Six60[en]
- Broods

### Латинська Америка

#### Найкращий бразильський виконавець[en]
- Anitta
- Emicida[en]
- Людмила[en]
- MC Guime[en]
- Projota

#### Найкращий виконавець північної частини Латинської Америки[en]
- Enjambre
- Ha*Ash
- Маріо Баутіста
- Kinky[en]
- Наталія Лафоуркаде

#### Найкращий виконавець центральної частини Латинської Америки[en]
- ChocQuibTown[en]
- Джей Балвін[en]
- Джавіера Мена[en]
- Pasabordo
- Piso 21

#### Найкращий виконавець південної частини Латинської Америки[en]
- Axel
- Indios
- Максі Труссо[en]
- No Te Va Gustar[en]
- Tan Bionica

### Північна Америка

#### Найкращий виконавець Сполучених Штатів[en]
- Бейонсе
- Кендрік Ламар
- Нік Джонас
- Нікі Мінаж
- Тейлор Свіфт

#### Найкращий канадський виконавець
- Карлі Рей Джепсен
- Дрейк
- Джастін Бібер
- Шон Мендес
- The Weeknd

## Міжнародні номінації

### Нагорода "Free Your Mind"[en][9]
- Agir
- Astrid S[en]
- Black M[en]
- Даніель Каймакоський
- Dimitri Vegas & LIke Mike
- Eliad
- Йоргос Мазонакіс
- Inna
- JVG[en]
- Kensington[en]
- Лена Маєр-Ландрут
- Little Mix
- Lukas Graham
- Марко Менгоні
- Марґарет
- MBAND
- Штефані Гайнцманн[en]
- Sweet California
- The Fooo Conspiracy

### Найкращий виконавець Африки та Індії
- Diamond Platnumz[en]
- Пріянка Чопра

### Найкращий виконавець Азії[en]
- Dempagumi.inc[en]
- Bangtan Boys
- Son Tung M-TP[en]
- Джейн Чжан[en]
- Джей Чоу

### Найкращий виконавець Австралії та Нової Зеландії
- 5 Seconds of Summer
- Savage[en]

### Найкращий виконавець Латинської Америки
- Anitta
- Axel
- Джей Балвін[en]
- Маріо Баутіста

### Найкращий виконавець Північної Америки[en]
- Джастін Бібер
- Тейлор Свіфт